# 1998 DW2
1998 DW2 är en asteroid i huvudbältet som upptäcktes den 17 februari 1998 av Beijing Schmidt CCD Asteroid Program vid Xinglong-observatoriet.
Asteroiden har en diameter på ungefär 10 kilometer och den tillhör asteroidgruppen Hoffmeister.